# Anne Willing Bingham

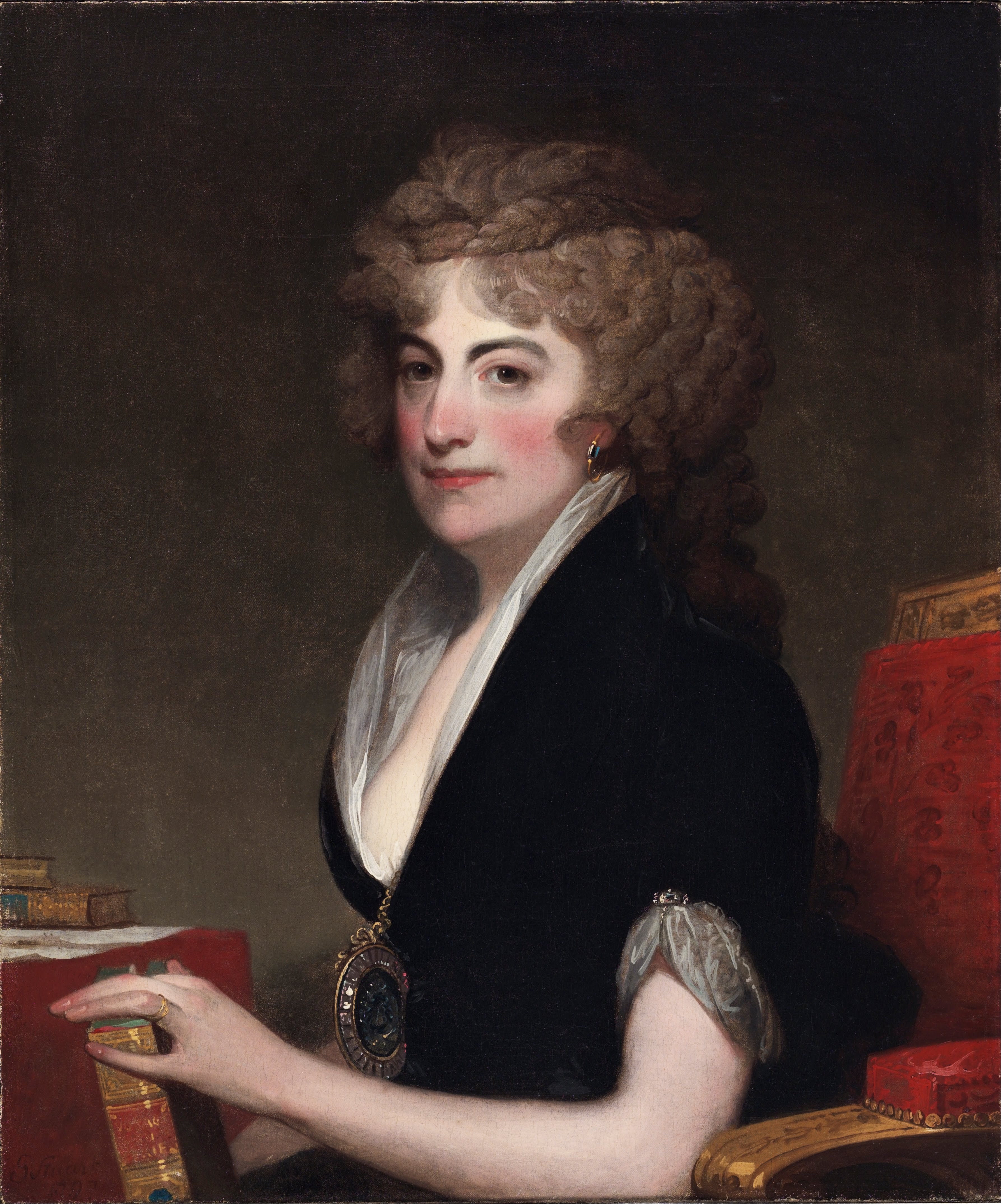
Anne Willing Bingham (Gilbert Stuart, 1797)

Anne Willing Bingham (* 1. August 1764 in Philadelphia, Provinz Pennsylvania; † 11. Mai 1801 auf Bermuda) war eine US-amerikanische prominente Vertreterin der Gesellschaft der damaligen Hauptstadt Philadelphia und Frau des Senators William Bingham.

## Leben
Bingham wurde am 1. August 1764 als ältestes von zehn Kindern des wohlhabenden Kaufmanns und Politikers Thomas Willing und seiner Frau Anne McCall geboren. Bingham wurde als Mitglied der kolonialen Elite erzogen, die sich im Kontext der Amerikanischen Revolution von der Kolonialmacht abtrennten. Am 26. Oktober 1780 heiratete sie den reichen William Bingham in der Christ Church in Philadelphia. Sie hatten drei Kinder und drei große Anwesen in Philadelphia, am Schuylkill River und an der Atlantikküste New Jerseys. 1783 reisten die Binghams durch Europa und knüpften Freundschaften mit dortigen Eliten wie dem amerikanischen Botschafter in Frankreich Thomas Jefferson. Sie kehrten 1786 nach Philadelphia zurück. Dort nahmen sie aufgrund ihres Reichtums und ihren Erfahrungen in Europa schnell eine Führungsrolle ein. Anne Willing Bingham unterstützte die Unterfangen ihres Mannes, indem sie Kontakte mit führenden Kaufmännern und Politikern wie George Washington, Thomas Jefferson und Charles-Maurice de Talleyrand-Périgord knüpfte. Einer ihrer Ambitionen war es, eine Salonnière nach europäischem Vorbild zu werden. In einem Brief an Jefferson behauptet sie, dass Frauen in ihrer Rolle als Salonnières sogar politische Bedeutung erlangt hätten. Tatsächlich wurde ihr Haus in Philadelphia Treffpunkt vieler Prominenter. Im März 1801 erkrankte sie an der Tuberkulose. Sie wollte in der Karibik gesund werden, doch starb sie auf dem Weg dorthin auf der Insel Bermuda.